# نانی (فیلم ۲۰۰۴)
نانی 
(به تلوگویی: Naani) فیلمی محصول سال ۲۰۰۴ و به کارگردانی اس. جی سوریاه است. در این فیلم بازیگرانی همچون ماهش بابو، آمیشا پاتل، دیوایانی، راغوواران، نثار، کوتا سرینیواسا راو، رامیا کریشنان، آنجلا زواری و کیران راتود ایفای نقش کرده‌اند.